# Hamish Beadle
Hamish Beadle (Invercargill, 2 april 1998) is een Nieuw-Zeelands wielrenner die in 2020 prof werd bij Team Novo Nordisk. Net als de rest van die ploeg lijdt hij aan diabetes mellitus.

## Carrière
Toen Beadle drie jaar was werd hij gediagnosticeerd met suikerziekte. In zijn jeugd reed Beadle vooral op de baan, maar na een trainingskamp met Team Novo Nordisk besloot hij zich op het wegwielrennen te focussen. Na enkele jaren in de verschillende opleidingsformaties van de ploeg, werd hij in 2020 prof. Vanwege de coronapandemie moest hij zijn debuut voor de ploeg uitstellen tot 2021. In mei van dat jara stond hij aan de start van de Ronde van de Mirabelle. Zijn seizoen bleef beperkt tot drie UCI-koersen: naast de Franse rittenkoers ook de Ronde van Zuid-Bohemen en de CRO Race. In 2022 kwam hij tot 41 koersdagen, waaronder in de Scheldeprijs, de Ronde van Turkije en de Japan Cup. In de proloog van de Ronde van Bulgarije kwam hij dat jaar het dichtst bij een zege: hij eindigde op de vijfde plek, op vier seconden van winnaar Marceli Bogusławski. In september 2023 maakte Beadle zijn debuut in de World Tour, met zijn deelname aan de Grote Prijs van Quebec en die van Montréal. In de Ronde van de Doubs van 2024 maakte hij deel uit van de vroege vlucht.

## Ploegen
- 2020 –  Team Novo Nordisk
- 2021 –  Team Novo Nordisk
- 2022 –  Team Novo Nordisk
- 2023 –  Team Novo Nordisk
- 2024 –  Team Novo Nordisk
- 2025 –  Team Novo Nordisk

Beadle · Benhamouda · Brand · Ceurens · Clancy · Dauge · de Keijzer · Dunnewind · Henttala · Irvine · Kopecký · Kusztor · Lozano · Peron · Phippen · Planet · Poli · Ridolfo
Beadle · Brand · Ceurens (tot 24/5) · Clancy · Dauge · De Graeve (vanaf 7/6) · de Keijzer · Dunnewind · Henttala · Irvine · Kopecký · Kusztor · Lozano · Peron · Phippen · Planet · Poli · Ridolfo · Saidov
Beadle · Brand · Clancy · Dauge · De Graeve · de Keijzer · Dunnewind · Irvine · Kopecký · Kusztor · Lozano · Percrule · Peron · Perracchione · Phippen · Planet · Polga · Poli · Ridolfo · Smith